# Estany de Can Torrent
L'Estany de can Torrent és un estany d’inundació temporal, que conserva aigua pràcticament tot l'any al sector principal, situat al nord-est, i s'estén fins a assolir una superfície molt superior a les èpoques molt plujoses. El conjunt de la zona humida ocupa una superfície de 6,38 Ha. Pel que fa a la vegetació, a l'estany hi ha un bosc de ribera molt ben constituït, dominat pel salze blanc (Salix alba) i el freixe de fulla petita (Fraxinus angustifolia). S'hi troba gatell (Salix cinerea subsp.oleifolia), om (Ulmus minor), pollancres (Populus nigra), etc. Destaca la presència d'un extens herbassar graminoide de jonca d'estany (Scirpus lacustris).
També apareixen canyissars, bogars i zones de creixenars amb glicèria. Entre les espècies, cal destacar la presència d'aloc (Vitex agnus-castus), lliri groc (Iris pseudacorus), la rubiàcia (Galium palustris), la ranunculàcia (Ranunuculus fluitans), diverses espècies de càrex, etc.
Amb relació a la fauna, cal fer esment del tritó palmat (Lissotriton helveticus) i de dos crustacis força singulars: el copèpode Mixodiaptomus kupelwieseri i el cladòcer Tretocephala ambigua. Les principals amenaces sobre aquest espai són la disminució dels nivells piezomètrics i la possible reconversió a terreny agrícola. Recentment s'ha efectuat diferents plantacions d'arbredes (pollancres) al sector sud, probablement amb la intenció de dessecar l'estany. Hi ha un pou, potser en desús, al sector sud-est, i alguna edificació metàl·lica mig enrunada, potser també relacionada amb la captació d'aigües. L'Estany de Can Torrent, juntament amb l'estany de can Raba, el braç esquerre de l’illa del riu Tordera, l'estany de la Júlia i els Prats d'en Gai constitueixen l'espai del PEIN «Estanys de Tordera». Aquestes zones conserven petits estanyols propis de les planes al·luvials del riu Tordera, que són el testimoni actual d'antigues zones humides que devien ocupar una major extensió a la vall baixa de la Tordera, en contacte amb el seu delta.